# Deir es-Sultan

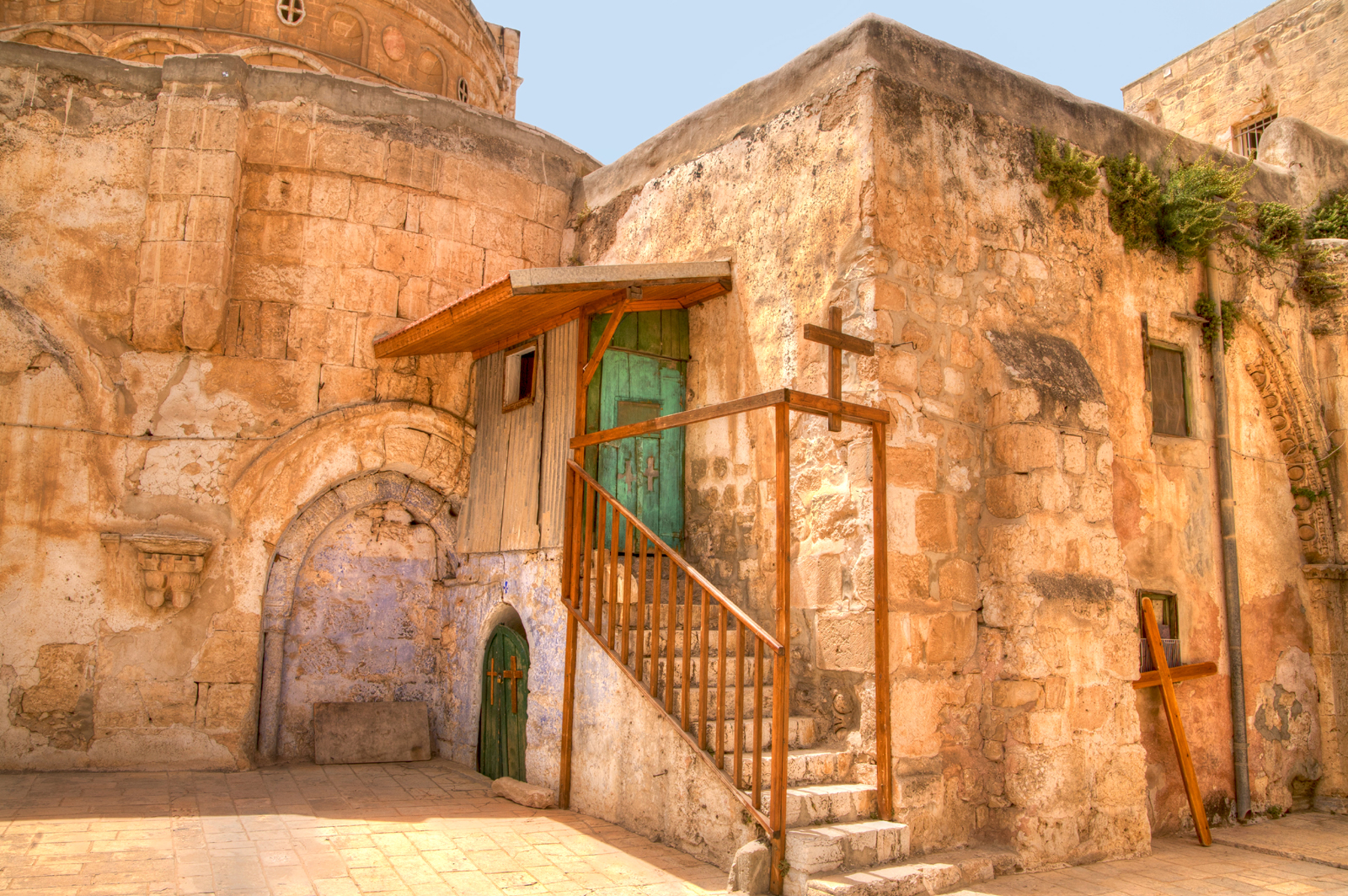
Deir es-Sultan, monasterio en la iglesia del Santo Sepulcro con la semicúpula del Catolicon por encima.

Deir es-Sultan, literalmente monasterio del Sultán (árabe: دير السلطان, romanizado: Deir al-Sultan), es un monasterio situado en el tejado de la Capilla de Santa Elena, que forma parte de la iglesia del Santo Sepulcro en la Ciudad vieja de Jerusalén. En este lugar se aplica el statu quo de lugares sagrados de Tierra Santa, un acuerdo entre comunidades religiosas que data de hace alrededor de 250 años.

## Historia
Deir es-Sultan es uno de los lugares santos de la zona que se disputan varias confesiones cristianas. El monasterio está situado en el tejado de la capilla de Santa Elena, una capilla subterránea que forma parte del complejo de la iglesia del Santo Sepulcro, y tiene una entrada que conduce al parvis (el patio de la Iglesia). El monasterio ocupa una superficie de 1800 metros2 .
Según la Iglesia copta ortodoxa, el califa omeya Abd al-Malik ibn Marwan (684-705) concedió la iglesia a los coptos que le pusieron su nombre: "Deir el-Malak" (Monasterio del Ángel). Durante las Cruzadas, fue confiscada por los cruzados y más tarde, recuperada por el sultán Saladino, en el siglo XII y rebautizada como "Deir es-Sultan".
En 1654, los monjes etíopes fueron acogidos temporalmente por los coptos como huéspedes en algunas salas del monasterio, ya que sus iglesias de Jerusalén fueron adquiridas por las Iglesias griega y armenia debido a la imposibilidad de pagar los impuestos. En el siglo XIX, el sultán Abdul Hamid II concedió a los monjes etíopes el derecho a instalar una gran carpa en el tejado del Santo Sepulcro para celebrar la Pascua. Durante la Vigilia pascual el 25 de abril de 1970, el gobierno israelí envió fuerzas militares para cambiar las cerraduras del monasterio y permitir a los monjes etíopes hacerse con el control del monasterio. El obispo copto presentó un recurso ante la Corte Suprema de Israel, que aprobó por unanimidad la devolución del monasterio a la Iglesia copta el 16 de marzo de 1971, aunque el gobierno se negó a aplicar la sentencia de este tribunal.
En octubre de 2018, un sacerdote copto fue detenido a raíz de las protestas contra las obras de restauración del monasterio sin el consentimiento de la Iglesia copta. En abril de 2021, se produjeron "ligeros enfrentamientos" entre monjes egipcios y etíopes, ya que estos últimos instalaron una tienda e izaron la bandera etíope en el interior del monasterio. El mismo incidente se repitió un año después, el 18 de abril de 2022, esto provocó que los monjes coptos pintasen la bandera de Egipto en la puerta principal de acceso al monasterio, adyacente a la entrada del archidiócesis copta ortodoxa de Jerusalén y Cercano Oriente.